# Pseudocyphellaria sulphurea
Pseudocyphellaria sulphurea är en lavart som först beskrevs av Schaer., och fick sitt nu gällande namn av D. J. Galloway. Pseudocyphellaria sulphurea ingår i släktet Pseudocyphellaria och familjen Lobariaceae.   Inga underarter finns listade i Catalogue of Life.